# ザ・プラッキー・ダック・ショー
ザ・プラッキー・ダック・ショー（The Plucky Duck Show）は、1992年9月19日から12月12日までFOXキッズ（FOXの放送枠）で放送されたテレビアニメ。本作はタイニー・トゥーンズのスピンオフであり、プラッキー・ダックが主役である。ちなみに『Return of Batduck』、『A Ditch in Time』はタイニー・トゥーンズでも放送されている。日本では未放送。

## 概要
制作された全13話のうち、『Return of Batduck』のみがタイニー・トゥーンズのエピソードとして先に放送された。残りのエピソードは全て、タイニー・トゥーンズの短編を編集して放送されたものだったが、一部エピソードは本作で初放送された。
テーマソングは、タイニー・トゥーンズのテーマ曲をアレンジしたもので、同じ音楽ではあるが、歌詞はプラッキーの替え歌となっている。歌詞の一部は、タイニー・トゥーンズのエピソード「It's a Wonderful Tiny Toons Christmas Special」で流用されている。
本作の放送終了後、『Return of Batduck』の再編集版がタイニー・トゥーンズのエピソードに追加された。数年後、こうった番組方式を、『アニマニアックス』（スティーヴン・スピルバーグ、ワーナーブラザーズ・アニメーションによる制作）とコラボしていた『ピンキー&ブレイン』をスピンオフとして生み出した。しかし、本作とは異なり、既存の短編を流用せず、オリジナルエピソードで構成されていた。
日本でもタイニー・トゥーンズとしての日本語吹き替え版は存在するが、ここでは記載しない。

## キャスト
- プラッキー・ダック - ジョー・アラスキー
- ハムトン・ピッグ - ドン・メシック
- バスター・バニー - チャーリー・アドラー
- バブス・バニー - トレス・マクニール
- エルマイラ・ダフ - クリー・サマー
- シャーリー・ザ・ルーン - ゲイル・マシューズ
- モンタナ・マックス - ダニー・クックシー
- フォグホーン・レグホーン - ジェフ・バーグマン
- グラニー - ジューン・フォーレイ
- ディジー - モーリス・ラマーシュ
- フィフィ - ケイス・ソーシー
- スウィーティー - キャンディ・ミロ

## エピソード
| #  | サブタイトル                                                  | 米国放送日     |
| -- | ------------------------------------------------------------- | -------------- |
| 1  | The Return of Batduck                                         | 1992年9月19日  |
| 2  | DucklahomaVideo Game BluesYakety YakParty Crasher Plucky      | 1992年9月26日  |
| 3  | Minister GolfParticle ManIstanbulMy Brilliant Revenge!        | 1992年10月3日  |
| 4  | Kon Ducki                                                     | 1992年10月10日 |
| 5  | Inside Plucky DuckBat's All, FolksWild Takes Class            | 1992年10月17日 |
| 6  | A Quack in the Quarkss                                        | 1992年10月24日 |
| 7  | A Ditch in Time                                               | 1992年10月31日 |
| 8  | Going UpWait Till Your Father Gets EvenNever Too Late to Loon | 1992年11月7日  |
| 9  | Just-Us League of SupertoonsA Bacon StripMigrant Mallard      | 1992年11月14日 |
| 10 | Hollywood Plucky                                              | 1992年11月21日 |
| 11 | The Potty YearsMilk, It Makes a Body SpoutThe Anvil Chorus    | 1992年11月28日 |
| 12 | SlugfestDuck Dodgers Jr.Duck Trek                             | 1992年12月5日  |
| 13 | One Minute Till ThreeSticky Feathers DuckDuck in the Dark     | 1992年12月12日 |